# Qi Hui
Qi Hui (República Popular China, 13 de enero de 1985) es una nadadora china retirada especializada en pruebas de estilo braza larga distancia, donde consiguió ser medallista de bronce mundial en 2003 en los 200 metros estilo braza.

## Carrera deportiva
En el Campeonato Mundial de Natación de 2003 celebrado en Barcelona ganó la medalla de bronce en los 200 metros estilo braza, con un tiempo de 2:25.78 segundos, tras la estadounidense Amanda Beard (oro con 2:22.99 segundos que fue récord del mundo) y la australiana Leisel Jones (plata con 2:24.33 segundos).